# Klein Gent (Beervelde)
Klein Gent is een gehucht in Beervelde, deelgemeente van Lochristi in de Belgische provincie Oost-Vlaanderen. Het gehucht ligt in het zuiden van Beervelde, zo'n 2 km ten zuidwesten van het dorpscentrum, op de grens met Laarne. Langs Klein Gent loopt de autosnelweg A14/E17.

## Geschiedenis
Op de Ferrariskaart uit de jaren 1770 is het landelijk gehucht Cleyn Gendt weergegeven. De Atlas der Buurtwegen uit 1841 toont het gehucht Klein Gent; de Vandermaelenkaart uit het midden van de 19de eeuw toont Kleyn Gend - beide kaarten tonen ten noorden een gehucht Maegeret.
In de tweede helft van de 20ste kwam net ten noorden van Klein Gent, van zuidwest naar noordoost, de autosnelweg A14/E17 te liggen.

## Sport
In het gehucht speelt voetbalclub FC Dynamo Klein-Gent Beervelde, aangesloten bij de KBVB onder stamnummer 8523.